# Бурштейн, Илья Ефимович
Илья Ефимович (Хаимович) Бурштейн (02.01.1910 — ?) — советский учёный-станкостроитель, дважды лауреат Сталинской премии.
Родился в Сморгони, брат доктора химических наук Ревекки Хаимовны Бурштейн.
Окончил МВТУ (1934), инженер-механик по обработке металлов резанием. С 1930-х годов работал в Экспериментальном НИИ металлорежущих станков (ЭНИМС) в лаборатории инструмента и резания.
Кандидат технических наук.

## Публикации
- Протягивание [Текст] : Конструирование протяжного инструмента / И. Е. Бурштейн, Л. К. Мануйлов, С. С. Черников ; М-во станкостроения СССР. Эксперимент. науч.-исслед. ин-т металлорежущих станков «ЭНИМС». — Москва : изд-во и 1-я тип. Машгиза, 1947 (Ленинград). — 171 с. : черт.; 22 см.
- Высокопроизводительные методы зубозакругления [Текст]. — Москва : Машгиз, 1963. — 175 с. : ил.; 22 см.
- Повышение производительности труда на каждом рабочем месте [Текст] : (Почин новаторов Ленингр. Кировского завода А. Ф. Логинова и П. А. Зайченко). — Москва : [ВПТИ], 1956. — 90 с., 1 л. портр. : ил.; 21 см. — (Обмен техническим опытом/ М-во трансп. машиностроения СССР. Всесоюз. проектно-технол. ин-т ВПТИ; Вып. 43).
- Сверловщик [Текст] / И. Е. Бурштейн, К. П. Стаев. — Москва: Гизместпром, 1943. — 40 с. : ил., черт.; 20 см. — (В помощь начинающим рабочим местной промышленности).
- Производство шурупов [Текст] / И. Е. Бурштейн, В. Г. репин. — Москва : Металлургиздат, 1955. — 351 с. : ил.; 22 см.
- Fabricarea suruburilor pentru lemn [Текст] : Trad. din limba rusă / J. E. Burstein, V. G. Repin ; Inst. de documentare tehnica. — Bucureşti: [б. и.], 1957. — 334 с., 4 л. табл. : ил., табл.; 30 см.
- Broşarea [Текст] : Construirea sculei de broşat / I. E. Burstein, L. C. Manuilov, S. S. Cernicov ; In româneşte de ing. H. Cozin. — Bucureşti: Editura de stat, 1949. — 184 с. : ил.; 20 см. — (Teorie şi practică : Biblioteca tehnica de atelier; 10).
- Механизация ручных слесарно-зачистных работ в производстве оптико-механических приборов [Текст] / А. Н. Тоцкий, И. Е. Бурштейн. — [Москва] : [б. и.], 1974. — 95 с. : ил.; 20 см.
- Об"ьемная центробежно-ротационная обработка деталей: Обзор / Трилисский В. О., Бурштейн И. Е., Алферов В. И. — М. : НИИмаш, 1983. — 53 с. : ил.; 22 см. — (С-6-3. Технология металлообраб. пр-ва. / НИИ информ. по машиностроению).

## Награды и премии
Дважды лауреат Сталинской премии (в составе коллектива):
- 1943 — за разработку метода получения точной резьбы накатыванием у метчиков, обеспечивающего большое увеличение производительности труда,
- 1950 — за разработку и внедрение в промышленность новой технологии изготовления напильников.

Дата смерти пока не выяснена (не ранее 1983).